# Искра (научно-производственный комплекс)

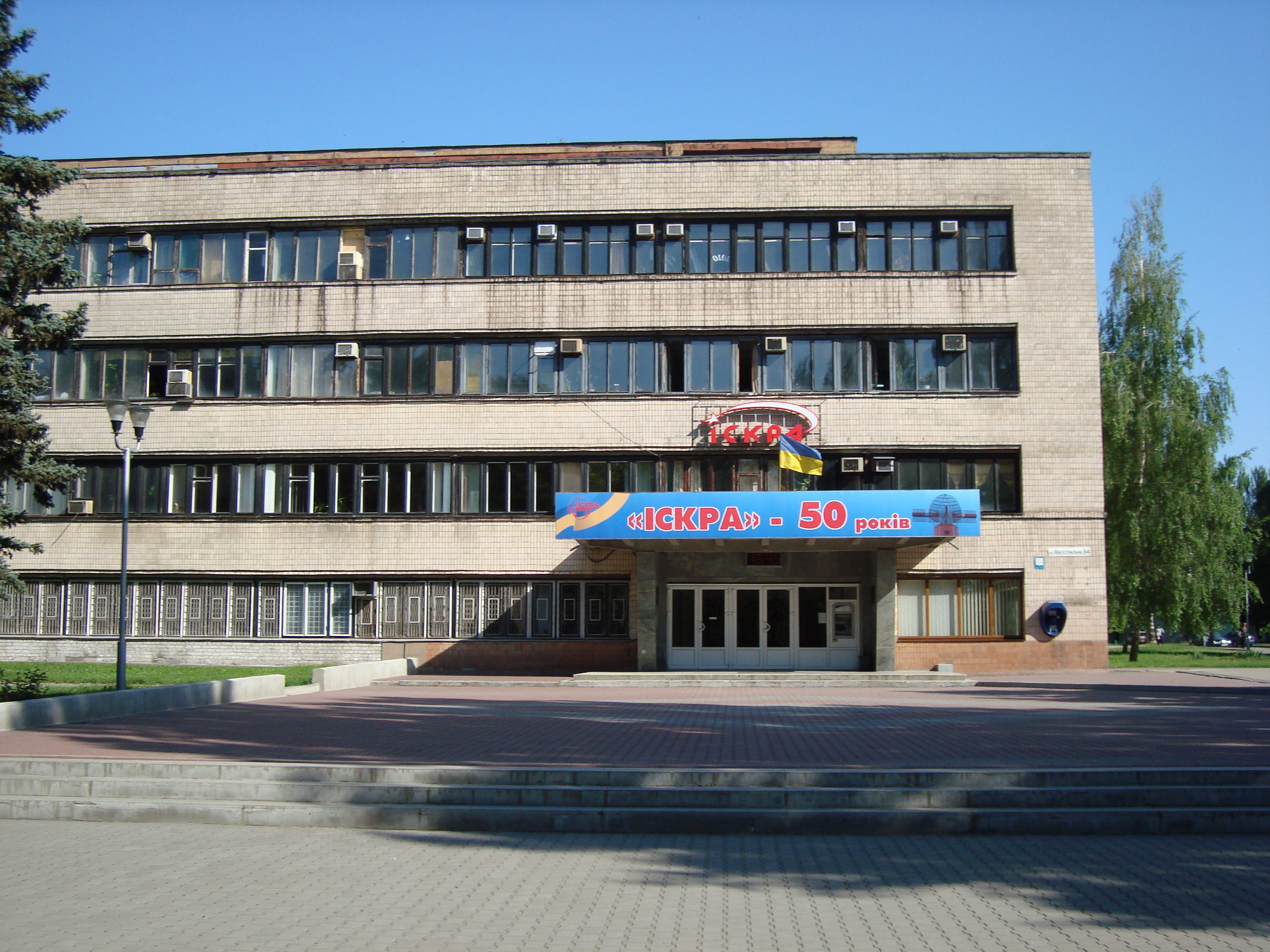
Проходная КП НПК «Искра». ул. Магистральная, 84

Научно-производственный комплекс «Искра» — ведущий разработчик и производитель наземной радиолокационной техники оборонного комплекса Украины. Относится к министерству промышленной политики Украины.
Входит в список предприятий Украины, которые имеют стратегическое значение для экономики и безопасности государства. В состав НПК «Искра» входят конструкторское бюро и электромашиностроительный завод.

## История

### 1959—1991
История предприятия берёт своё начало с августа 1959 года, когда был образован Запорожский завод передвижных электростанций (почтовый ящик № 80). В советское время на заводе выпускалось около 120 радиолокационных станций в год.
Быстрое развитие авиационной и ракетной техники предъявляло к системам ПВО новые требования. Для решения задач проектирования новых систем и комплексов для нужд предприятия создаётся мощное инженерное подразделение — конструкторское бюро «Искра».

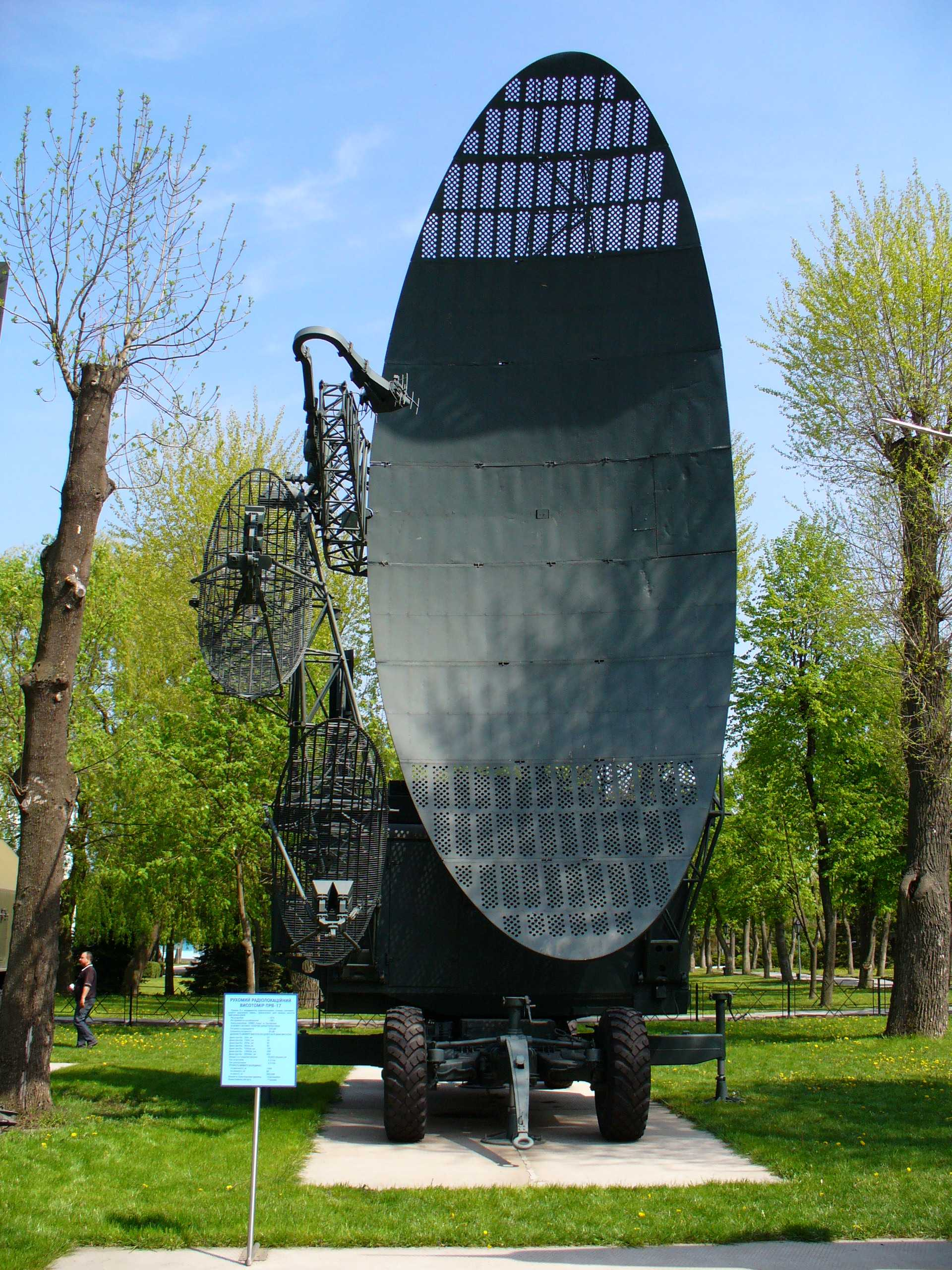
Радиовысотомер ПРВ-17

В 1965 году на предприятия собственными силами удалось полностью модернизировать выпускаемый радиовысотомер ПРВ-11(1РЛ119). Его экспортный вариант ПРВ-11У в составе зенитно-ракетного комплекса С-75 прошёл успешную проверку во время боевых действий в странах Ближнего Востока и Азии.
Предприятие и КБ продолжало развиваться, в конце 60-х начале 70-х годов были вложены значительные инвестиции в развитие производства, усовершенствована технология антенных измерений, применено более точное и производительное оборудование металлообработки. В разрабатываемую предприятием аппаратуру начали устанавливаться электронные устройства третьего поколения.
В 1970 году завод приступил к производству радиолокаторов собственной разработки. Первым стал подвижный радиовысотомер ПРВ-13 (1РЛ130), который продолжает эксплуатироваться в подразделениях радиотехнической разведки и в составе ЗРК (С-75, С-125, С-200) во многих странах мира.
Опыт эксплуатации выпускаемых заводом радиовысотомеров, а также имеющиеся инженерные наработки позволили в 1974 году разработать новый радиовысотомер ПРВ-17 (1РЛ141)
В 1980 году была принята на вооружение РЛС нового поколения — трёхкоординатная станция СТ-68У (19Ж6). На новый качественный уровень РЛС вышла благодаря оригинальному методу формирования многолучевой диаграммы направленности антенны, а в основу разработки СТ-68У было положено более 50 оригинальных изобретений.
В 1982 году за разработку и серийное освоение РЛС СТ-68У (19Ж6) завод «Искра» был награждён орденом Трудового Красного Знамени. Группа специалистов предприятия стали лауреатами Государственной премии СССР в области науки и техники, 180 работников были награждены орденами и медалями СССР. Дальнейшее развитие микроэлектроники в СССР позволило в 1987 году путём концептуальной модернизации РЛС СТ68У (19Ж6) создать новую РЛС типа 35Д6.

### После 1991
В 1995—2000 гг. «Искра» поставляла РЛС в 7 стран мира, а также запасные части для радиолокационного оборудования зенитно-ракетных комплексов С-200ВЭ для Ирана.
В 1997 году предприятие освоило выпуск инвалидных колясок.
В 2003 году постановлением Кабинета министров Украины одноимённые казённые электромашиностроительный завод и конструкторское бюро были объединены в единый «Научно-производственный комплекс „Искра“»
Также, в 2003 году на вооружение украинской армии была принята разработанная КП НПК «Искра» радиолокационная станция 1Л220У «Зоопарк-2».
В 2005 году предприятие разработало мобильный трёхкоординатный радиолокатор 36Д6-М.
В 2006 году предприятие завершило работы по созданию радиолокационной станции 79К6 «Пеликан» (которая была принята на вооружение вооружённых сил Украины в августе 2007 года), в дальнейшем был представлен её экспортный вариант 80К6.
В 2010 году в цехах работало около трёх тысяч рабочих, в КБ около 400.
После создания в декабре 2010 года государственного концерна «Укроборонпром», в 2011 году завод вошёл в состав концерна.
20 января 2012 года был назначен исполняющий обязанности директора — Игорь Пресняк, который в 1986—2010 гг. возглавлял предприятие.
В марте 2012 года Кабинет министров Украины поручил государственному концерну «Укроборонпром» реорганизовать несколько казённых предприятий в коммерческие предприятия, среди которых и КП НПК Искра.
В 2012 году предприятие улучшило показатели деятельности и к концу года вышло на чистую прибыль в размере 32,5 млн гривен. В 2013 году предприятие разработало модернизированный вариант радиолокационной станции 80К6М.
В период с начала деятельности до октября 2014 года предприятие выпустило около 7 тысяч РЛС различных типов и модификаций, которые поставлялись в 50 стран мира.
В 2018 году предприятие представило контрбатарейный радар 1Л220УК.
Успех предприятия обусловлен высоким научным потенциалом разработчиков и богатым опытом производства, применением передовых технологий в сочетании с отработанной системой качества и надежностью продукции, полным комплексом гарантийных и сервисных услуг по обслуживанию производимой техники.
Отлаженная система сервисного обслуживания и поставка запасных частей, обучение специалистов заказчика, проведение модернизации и техническое сопровождение поставленных РЛС (РЛК) позволяют поддерживать технику в постоянной готовности.
Указами Президента Украины работники предприятия неоднократно награждались высокими наградами. Так в 1999 году Указом Леонида Кучмы было награждено 9 работников и руководителей предприятия, в 2009 году Указом Виктора Ющенко по случаю 50-летия предприятия 15 работников и руководителей предприятия были награждены государственными наградами.

## Продукция для ВПК
НПК «Искра» на протяжении последних десяти лет является активным участником военно-технического сотрудничества Украины с другими государствами, что позволило предприятию получить ценный опыт в осуществлении деятельности на мировом рынке, повысить внешнюю конкурентоспособность предприятия.
Предприятие активно участвует в выставках вооружений -
SOFEX 2000, Defendory 2000, FIDAE 2006,
IDEX 2007,
МВСВ 2008, IDEX 2009, KADEX 2010.

### 36Д6-М
36Д6-М — мобильный трёхкоординатный радиолокатор обзора воздушного пространства, применяется в современных автоматизированных системах противовоздушной обороны, зенитно-ракетных комплексах для обнаружения низколетящих воздушных целей, прикрытых активными и пассивными помехами, для управления воздушным движением военной и гражданской авиации.
Осуществляет первичный обзор, определяет государственную принадлежность, автоматически сопровождает цели, определяет наиболее опасную цель, выдаёт целеуказания на КП ПВО ЗРК, при необходимости работает в режиме автономного пункта управления.
Ключевые преимущества 36Д6-М:
- высокая[уточнить] вероятность обнаружения малоразмерных воздушных целей, зависших вертолётов, в том числе движущихся медленно по касательной
- высокая точность измерения координат
- высокая помехозащищённость
- возможность определения пеленгов на постановщики активных шумовых помех
- автоматическое отождествление эхо-сигналов с ответными сигналами от встроенной аппаратуры опознавания госпринадлежности
- возможность выдачи радиолокационной информации и целеуказаний по узкополосным каналам связи
- высокая надёжность
- высокая мобильность
- высокая стабильность передатчика с истинной когерентностью
- уникальная доплеровская система автоматического обнаружения движущихся целей

| Рабочий диапазон                       | S            |
| Инструментальная зона обнаружения:     |              |
| угол места, град                       | -0,5 до 30   |
| дальность, км                          | 90, 180, 360 |
| Точность измерения координат:          |              |
| азимут, град                           | 0,2          |
| дальность, м                           | 50           |
| высота, м                              | 400          |
| Коэффициент подпомеховой видимости, дБ | >50          |
| Количество сопровождаемых трасс        | 120          |

| Наименование   | Тип кузова | Габариты, мм | Габариты, мм | Габариты, мм | Вес, т | Транспортное средство |
| Наименование   | Тип кузова | Длина        | Ширина       | Высота       | Вес, т | Транспортное средство |
| Радиолокатор   | СПП-15     | 13 882       | 2 890        | 3 325        | 21,54  | КрАЗ-260B             |
| Электростанция | КП-10      | 9 040        | 2 870        | 3 296        | 10,8   | КрАЗ-260              |

### Модуль технического обслуживания (МТО-36Д6-М)
Силами КБ ведутся работы по модернизации ранее выпущенной радиолокационной техники, для улучшения качества и сроков ремонта разработан модуль технического обслуживания (МТО), предназначение которого обеспечение контроля работоспособности, диагностики и восстановительного ремонта типовых элементов замены (ТЭЗ), входящих в состав РЛС: цифровых, цифроаналоговых и аналоговых ячеек; высокочастотных блоков и субблоков; субблоков и плат, источников вторичного питания.
В состав МТО входят рабочие места:
РМ1 (рабочее место 1)
Предназначено для диагностирования и отыскания неисправности до элемента (группы элементов) цифровых и цифро-аналоговых ТЭЗ, построенных на ТТЛ, КМОП или смешанной ТТЛ-КМОП логике, а также ТЭЗ, имеющих аналоговые элементы с уровнями сигналов от с ±5 В до +9 В. РМ1 выполнено с применением автоматизированного диагностического комплекса. Диагностический комплекс состоит из аппаратной части, программного обеспечения и ремонтных баз данных (РБД) на тестируемые ТЭЗ.
Аппаратная часть комплекса выполняет следующие функции:
- тестирование платы через разъёмы с одновременной регистрацией реакции платы на тест
- внутрисхемное тестирование платы и элементов
- обеспечение электропитанием тестируемых ТЭЗ.

РМ-2 (рабочее место 2)
Автоматизированный измерительно-диагностический комплекс на базе персонального компьютера. Предназначен для диагностирования и измерения параметров высокочастотных ТЭЗ.
Комплекс включает в себя:
- блок ВЧ и СВЧ управляемых генераторов;
- блок цифрового осциллографа;
- встроенный спектроанализатор.

РМ-3 (рабочее место 3)
Универсальное рабочее место, предназначено для диагностики неисправностей ячеек, узлов, субблоков и блоков, обеспечивающих коммутацию, контроль и управление, получение вторичных напряжений, обработку и преобразование аналоговых сигналов в составе блоков и шкафов РЛС. РМ-3 имеет встроенные средства защиты, автоматики и контроля его основных параметров.
РМ-4 (рабочее место 4)
Универсальное ремонтное место. Оснащено набором инструментов, приспособлений и спецоборудования. На РМ-4 осуществляется демонтаж неисправных радиоэлементов, формовка выводов радиоэлементов, пайка вновь устанавливаемых элементов, лакировка.
Предприятие продолжает создавать и серийно выпускать радиолокаторы мирового уровня. КП «НПК „Искра“» инвестирует в разработку и создание новой техники, вкладывая тем самым средства в будущее. За последние годы предприятие смогло приступить к созданию радиолокаторов нового поколения.

### 1Л220-У
1Л220-У «Зоопарк-2» — радиолокационный комплекс разведки, целеуказания и корректировки стрельбы для артиллерии, который успешно прошёл государственные испытания и принят на вооружение украинской армии.
Автономно 1Л220-У обеспечивает:
- разведку по первому выстрелу координат огневых позиций артиллерии, реактивных систем залпового огня (РСЗО), стартовых позиций тактических ракет противника и выдачу целеуказания своим огневым средствам для поражения;
- контроль ударов и корректирование стрельбы.

Совместно с артиллерийскими дивизионами или дивизионами РСЗО 1Л220-У обеспечивает:
- ведение эффективной огневой деятельности в условиях ограниченной видимости и радиоэлектронного противодействия противника
- увеличение зоны разведки и поражения в 8 — 10 раз, по сравнению с дивизионами штатной комплектации
- сокращение времени выполнения огневых задач в 1,5 — 2 раза
- сокращение расхода боеприпасов в 2,5 — 3 раза
- создание разведывательно-огневых и разведывательно-ударных комплексов

| Наименование | Габариты, мм | Габариты, мм | Габариты, мм | Вес, т | Транспортное средство |
| Наименование | Длина        | Ширина       | Высота       | Вес, т | Транспортное средство |
| 1Л220У       | 9 214        | 3 250        | 3 350        | 39,5   | ГМ 5951               |
| 1Л220У-КС    | 11 500       | 3 160        | 3 800        | 23,5   | КрАЗ-63221            |

## Аэродромноерадиолокационное оборудование
Для нужд собственной системы управления воздушным движением Украины, предприятие участвует в разработках и производстве обзорного радиолокатора для гражданской авиации.

### «Днепр-К»
Представляет собой аэродромный радиолокационный комплекс (АРЛК). В состав АРЛК входят:
- Аппаратный контейнер первичного радиолокатора (ПРЛ) S-диапазона
- Аппаратный контейнер вторичного моноимпульсного радиолокатора (ВРЛ) «Крона», работающего в режимах А и С
- Контейнерные аппаратуры гарантированного питания
- Антенная система с комплектом секций вышки
- Пульт дистанционного управления и контрольный монитор

Все оборудование размещается внутри контейнеров. Антенная система устанавливается на вышку. Вышка может состоять из 1, 2 или 3 секций.
Система дистанционного управления и мониторинга может находиться до 5 км от локатора.
Ключевые преимущества АРЛК «Днепр-К»
- Моноимпульсная антенна вторичного радиолокатора
- Независимый приём и цифровая обработка для верхнего и нижнего лучей
- Режим работы с излучением двух импульсов на разных частотах в одном канале (режим диверсити)
- Твердотельный передатчик
- Высокая вероятность обнаружения малоразмерных целей
- Оценка радиальной скорости на проходе
- Метеоканал для индикации зон метеобразований
- Передача выходных данных в цифровом форме по любым согласованным протоколам
- Высокая надежность
  - Наработка на отказ >3000 часов
  - Время восстановления < 30 минут
  - Коэффициент готовности 99 %

### Вторичный радиолокатор «Днепр-В»
Одноимпульсная вторичная обзорная РЛС предназначена для сопровождения воздушных судов, оборудованных ответчиками по стандартам ИКАО.

## Товары народного потребления
Начиная с 1964 года, предприятие осваивает выпуск товаров народного потребления — портативных магнитофонов и магнитол серии «Весна», которые выпускались на протяжении 37 лет.
Начиная с 1995 года, предприятие занимается разработкой и изготовлением средств передвижения для людей с ограниченными функциями опорно-двигательного аппарата, оригинальной конструкции:
- Кресло-коляска модели «ИСКРА-КЭБ», оснащенное двумя электродвигателями постоянного тока
- кресла-коляски с механическим приводом — модели КСИ-1 и КСИ-1 «Искра», разных модификаций (с 1997 года);
- спортивные:
  - кресло-коляска предназначена для тренировок и проведения соревнований по фехтованию;
  - кресло-коляска предназначенная для занятий танцами (изготавливаются по индивидуальному заказу).

Одним из видов деятельности НПК «Искра» является разработка и изготовление электротехнического оборудования, предназначенного для использования в силовых (комплектные трансформаторные подстанции; блоки электрозащиты подстанций) и низковольтных (фотореле; регуляторы напряжения; блоки питания типа БПН, БПТ, БПЗ; выключатели автоматического типа ВА 59-31 и др.) сетях, а также изготовление комплектующих для автомобилей.
Вся продукция, выпускаемая предприятием, обладает хорошими эксплуатационными характеристиками, отличается высокой надёжностью и качеством, а также конкурентоспособными ценами.[уточнить]

## Внешнеэкономическая деятельность
Военные радары НПК «Искра» поставлялись в вооружённые силы Грузии, Индии, Анголы, Китая.
НПК «Искра» имеет тесные коммерческие связи с российскими предприятиями.